# Marcus Cassius Scaeva
Marcus Cassius Scaeva (abweichend: M. Caesius Scaeva oder Scaevola) war ein Centurio in der Armee Caesars, der bei zahlreichen antiken Schriftstellern erwähnt wird.

## Leben
Der Vorname Marcus ist unsicher und wird nur von Valerius Maximus überliefert. Scaeva hatte unter Caesar im Gallischen Krieg als einfacher Soldat gedient und wurde im Bürgerkrieg zum Centurio befördert.
Die bekannteste Erwähnung Scaevas stammt aus der Schlacht von Dyrrhachium im Jahr 48 v. Chr. Ihm war als Centurio der achten Kohorte die Bewachung eines Kastelltores von Caesars Belagerungswerken anvertraut, das er gegen eine Übermacht der Truppen des Pompeius erfolgreich verteidigte. Die Angaben variieren zwischen einer Legion gegen drei Kohorten und, weniger glaubwürdig, vier Legionen gegen eine einzelne Kohorte. Scaeva verlor dabei ein Auge, seine Schulter und Hüfte wurden durchbohrt. Sein Schild wurde anschließend Caesar überbracht, da dieser 120 Einschusslöcher aufwies. Auf die Stellung wurden 30.000, nach anderen Angaben 130.000 Pfeile abgeschossen.
Caesar selbst berichtet, dass Scaeva für diese Tat 200.000 Sesterzen und die Beförderung zum Primus Pilus der Legion erhielt, da die Stellung im Wesentlichen aufgrund seines Einsatzes gehalten wurde. Die Kohorte erhielt doppelten Sold, Kleidung, Getreide und Lebensmittel sowie militärische Auszeichnungen. Tatsächlich wird ein Primus Pilus der XII. Legion namens Scaeva in einer Inschrift auf einem Schleuderblei genannt, das in Perusia gefunden wurde.
Der Centurio Scaeva wird nochmals im Alexandrinischen Krieg am Ende des erhaltenen Werkes von Lukan über den Bürgerkrieg erwähnt. Eine weitere kurze Erwähnung findet sich bei Cicero im Jahr 44 v. Chr.